# Magda Haegens
Magda Haegens-Gravez (Zele, 30 januari 1900 - Aalst, 15 maart 1992) was de leidster van de VNVV, de zogeheten vrouwenbeweging van het Vlaams Nationaal Verbond (VNV). In 1926 werd ze ook verkozen tot gemeenteraadslid in Aalst.
Magda Haegens was samen met haar man Hilaire Gravez eerst lid van hun eigen Algemeen Vlaams Nationaal Jeugdverbond (AVNJ). Deze Vlaams-nationalistische beweging ging in 1934 op in het pas opgerichte VNV. Hier hadden ze het beiden moeilijk mee, hoewel Magda Haegens leidster werd van het VNVV of Vlaams Nationaal Vrouwenverbond. In 1939 werd ze uit deze functie ontslagen door Staf de Clercq, na een conflict over meer zelfstandigheid voor het VNVV. Ze werd opgevolgd door Odile Van den Berghe.
In 1941 werd Magda Haegens aangesteld door Jef van de Wiele als leidster van de dienst Vrouwenwerken van de DeVlag.